# يعقوب مصطفى
يعقوب مصطفي (بالإنجليزية: Yacoub Mustafa)‏ هو لاعب كرة قدم أسترالي في مركز الهجوم، ولد في 28 فبراير 1998 في أستراليا. لعب مع نادي برث غلوري.

## وصلات خارجية
- يعقوب مصطفي على موقع قاعدة بيانات كرة القدم.إي يو (الإنجليزية)
- يعقوب مصطفي على موقع ناشيونال فوتبول تيمز (الإنجليزية)
- يعقوب مصطفي على موقع Soccerway.com (الإنجليزية)